# Alistair Mackay
Alistair Forbes Mackay (Argyllshire, 22 gennaio 1878 – Oceano Artico, 1914) è stato un medico ed esploratore britannico. Ha partecipato alla spedizione Nimrod.

## Biografia

### Formazione
Figlio del colonnello A. Forbes Mackay del 92º reggimento dei Gordon Highlanders, studia ad Edimburgo per poi seguire a Dundee i corsi di zoologia dei professori Patrick Geddes e D'Arcy Wentworth Thompson. Successivamente si arruola e viene dislocato in Sud Africa; presta servizio nella polizia di Robert Baden-Powell sino a quando non si laurea in medicina.

### La spedizione Nimrod
Celibe, naviga per quattro anni per la Royal Navy prima di congedarsi e prender parte, nel 1907, alla spedizione Nimrod in Antartide di Ernest Henry Shackleton, con il ruolo di assistente chirurgo. Durante la spedizione partecipa alla prima scalata del monte Erebus sull'isola di Ross, ed insieme a Edgeworth David e Douglas Mawson è il primo a raggiungere il Polo Sud Magnetico.

### In Artide
Nel 1913 Mackay partecipa alla spedizione di Vilhjalmur Stefansson a bordo della Karluk, organizzata dal governo canadese per esplorare la regione occidentale delle isole Regina Elisabetta. Dopo che la Karluk capitanata da Robert Bartlett venne bloccata e successivamente distrutta ed affondata dai movimenti del pack, Mackay ed altri tre membri dell'equipaggio morirono durante la traversata sul mare gelato nel tentativo di raggiungere l'isola di Wrangel o l'isola Herald